# Teatro Broadhurst
O Broadhurst Theatre é um teatro da Broadway localizado no número 235 Oeste da rua 44, em Manhattan, Nova Iorque.

## Estilo
O Broadhurst Theatre foi projetado pelo arquiteto Herbert J. Krapp, um designer de teatro bem conhecido que trabalhava diretamente com os irmãos Shubert; o Broadhurst abriu suas portas em 27 de setembro de 1917. Construído lado a lado com o Plymouth, e concebido para se parecer com o estilo dos teatros vizinhos Shubert e Booth Theatre desenhados por Henry B. Herts, utilizando materiais de tijolo e terracota discretamente em sua fachada neoclássica.

## O teatro
O nome Broadhurst é uma homenagem ao encenador e dramaturgo anglo-americano George Howells Broadhurst. O teatro foi construído para abrigar tanto musicais como peças teatrais, o que tem sido feito com sucesso há mais de 90 anos. O Broadhurst Theatre foi designado um marco da cidade de Nova Iorque.

## Produções notáveis
O primeiro musical do Broadhurst foi Misalliance de George Bernard Shaw. Os mais recentes espetáculos incluem, Les Misérables que estreou em outubro de 2006 encerrando as suas apresentações em janeiro de 2008; Cat on a Hot Tin Roof com Terrence Howard, Anika Noni Rose, James Earl Jones, e Phylicia Rashād, e Equus, estrelado por Daniel Radcliffe e Richard Griffiths. O teatro foi o local de encerramento do show de stand up de Jerry Seinfeld, filmado para um especial da HBO.
Outras notáveis produções incluem:
- 1917: Maytime (musical)
- 1918: George and Ira Gershwin compõem "The Real American Folk Song" para Ladies First, a primeira vez que uma de suas músicas em co-autoria é ouvida na Great White Way.
- 1919: Jane Cowl em Smilin' Through. 175 performances.
- 1924: Dixie to Broadway, com Florence Mills, em sua primeira aparição na Broadway
- 1924: Beggar on Horseback, colaboração de George S. Kaufman-Marc Connelly, estrelando Roland Young.
- 1928: O Ray Henderson-Buddy De Sylva-Lew Brown musical Hold Everything! apresenta ao público "You're the Cream in My Coffee."
- 1929: June Moon, uma comédia de George S. Kaufman e Ring Lardner.
- 1932: Leslie Howard produz e estrela The Animal Kingdom de Philip Barry.
- 1933: Men in White de Sidney Kingsley estrelando Luther Adler e Morris Carnovsky.
- 1935: The Petrified Forest clássico de Robert E. Sherwood apresentado Leslie Howard e Humphrey Bogart.
- 1935: Helen Hayes e Vincent Price em Victoria Regina.
- 1939: Dear Octopus de Doddi's Smith

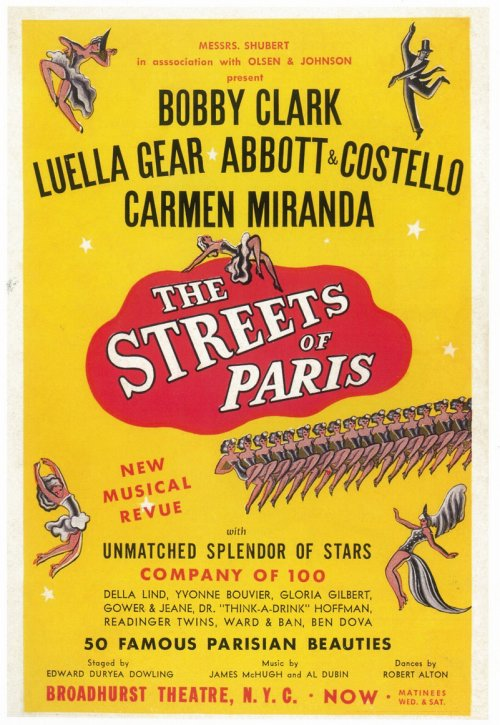
The Streets of Paris, estreou em 19 de junho de 1939, no Broadhurst Theatre, apresentando Carmen Miranda ao público norte-americano.

- 1939: Carmen Miranda, cantora brasileira fez sua estréia nos Estados Unidos em The Streets of Paris.
- 1944: Agatha Christie em Ten Little Indians.
- 1945: Follow the Girls completando 888 performances no Broadhurst.
- 1946: Anita Loos' na comédia hit Happy Birthday, com Helen Hayes (venceu seu primeiro Tony Award).
- 1951: Barbara Cook fez sua estreia em Flahooley.
- 1951: Seventeen.
- 1952: Pal Joey, venceu um Tony Award para Helen Gallagher.
- 1956: Rosalind Russell no papel título de Auntie Mame com Robert E. Lee.
- 1958: France Nuyen e William Shatner co-estrelam The World of Suzie Wong de Paul Osborn.
- 1959: Fiorello!, dirigido por George Abbott, com Tom Bosley, venceu um Tony Awards e um Prêmio Pulitzer.
- 1963: 110 in the Shade com Robert Horton, Will Geer, Lesley Ann Warren, e Inga Swenson em sua estreia da Broadway.
- 1964: Oh, What a Lovely War! recebeu 4 nomeações ao Tony Award, incluindo melhor musical, venceu o Theatre World Award.
- 1965: Kelly, o maior fracasso Broadway, encerrou na noite de abertura.
- 1966: Cabaret com Jill Haworth, Joel Grey, Jack Gilford, Lotte Lenya, e Bert Convy.
- 1967: More Stately Mansions com Ingrid Bergman, Arthur Hill, e Colleen Dewhurst.
- 1969: Woody Allen, Tony Roberts, e Diane Keaton abandonar a tela para estrelar Play It Again, Sam de Allen; The Fig Leaves Are Falling encerra após apenas quatro performances.
- 1970: Cry for Us All, uma adaptação de Hogan's Goat.
- 1971: 70, Girls, 70 foi uma colaboração mal sucedida por Kander and Ebb.
- 1972: Alan Arkin dirige Jack Albertson e Sam Levene em The Sunshine Boys de Neil Simon.
- 1974: Marlo Thomas faz sua estreia na Broadway em Thieves de Herb Gardner, dirigido por Charles Grodin.
- 1976: Katharine Hepburn e Christopher Reeve em A Matter of Gravity de Enid Bagnold.
- 1976: Sly Fox de Larry Gelbart dirigido por Arthur Penn, estrelando George C. Scott, Jack Gilford, Gretchen Wyler, e Hector Elizondo.
- 1978: Ann Reinking e Wayne Cilento estrelam Dancin' do diretor coreografo Bob Fosse.
- 1980: Amadeus de Peter Shaffer com Ian McKellen, Tim Curry, e Jane Seymour.
- 1983: Alfonso Ribeiro interpreta o papel principal em The Tap Dance Kid com Hinton Battle, que venceu um Tony Awards.
- 1984: Dustin Hoffman é Willy Loman em Death of a Salesman de Arthur Miller.
- 1986: Broadway Bound de Neil Simon com Jason Alexander e Phyllis Newman; Linda Lavin venceu um Tony Awards por sua performance.
- 1990: Aspects of Love revela-se um dos shows menos bem sucedidos de Andrew Lloyd Webber.
- 1991: Joan Collins em Private Lives de Noël Coward.
- 1993: Kiss of the Spider Woman com Chita Rivera, Brent Carver, e Anthony Crivello
- 1996: Sarah Jessica Parker em Once Upon a Mattress.
- 1998: Jerry Seinfeld em I'm Telling You for the Last Time.
- 1999: Fosse, apresentando Bob Fosse.

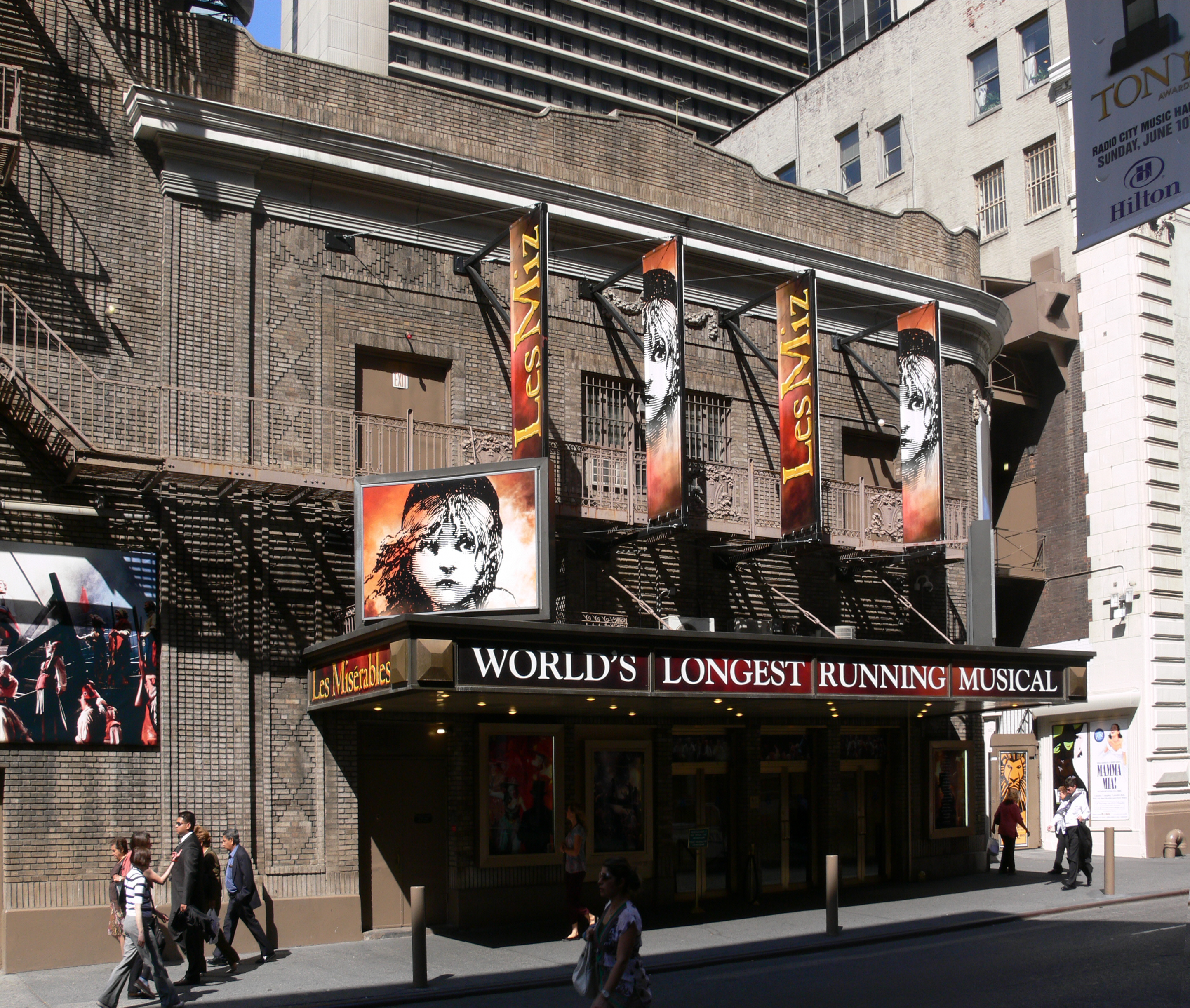
O Broadhurst Theatre em 2007

- 2001: Ian McKellen e Helen Mirren estrelando Dance Of Death de August Strindberg.
- 2002: Into the Woods de Stephen Sondheim com Vanessa Williams como Witch.
- 2003: Urban Cowboy, um musical adaptado do filme.
- 2005: Lennon, com músicas e letras do ex-Beatle.
- 2006: The History Boys de Alan Bennett transferido de Londres com o elenco itático.
- 2006-2008: Les Misérables, em celebração ao show de mais longa em execução musical no mundo.
- 2008: Equus, um  revival estrando Daniel Radcliffe e Richard Griffiths.
- 2009 Mary Stuart uma produção de Friedrich Schiller estrelando Janet McTeer como Mary, Rainha de Scots, e Harriet Walter como Elizabeth of England.
- 2009: Hamlet transferido do A West End Transfer, estrelando Jude Law como a personagem título.
- 2010: ENRON, um musical de Lucy Prebble, inspirado no escândalo financeiro envolvendo a empresa em 2001.
- 2010: The Merchant of Venice transferido do Public Theater, estrelando Al Pacino como Shylock.
- 2011: Baby It's You! de Floyd Mutrux, estrelando Beth Leavel.
- 2011: Hugh Jackman, Back on Broadway, estrando Hugh Jackman.
- 2012: A Streetcar Named Desire, estrelando Blair Underwood e Nicole Ari Parker.
- 2013: Lucky Guy, estrelando Tom Hanks.
- 2013: Mamma Mia!, transferida do Winter Garden Theatre.